# Grive de Guadalcanal
Espèce
Statut de conservation UICN

 VU D1+2 : Vulnérable
La Grive de Guadalcanal (Zoothera turipavae) est une espèce de passereaux de la famille des Turdidae endémique des îles Salomon.